# Sympycnus gummigutti
Sympycnus gummigutti är en tvåvingeart som beskrevs av Becker 1922. Sympycnus gummigutti ingår i släktet Sympycnus och familjen styltflugor. Inga underarter finns listade i Catalogue of Life.